# Robert Felisiak
Robert Felisiak (Breslavia, 11 ottobre 1962) è un ex schermidore polacco naturalizzato tedesco, vincitore di una medaglia d'oro nella scherma ai giochi olimpici e di una Coppa del Mondo di scherma.